# Benny Carter
Bennett Lester „Benny” Carter (ur. 8 sierpnia 1907 w Nowym Jorku, zm. 12 lipca 2003 w Los Angeles) – amerykański saksofonista altowy, trębacz, klarnecista, kompozytor, aranżer i bandlider jazzowy, współtwórca kanonu stylu swing oraz wykładowca muzyki. Był jedną z najważniejszych postaci jazzu w latach 1930-1990. Nosił przydomek „King”, nadany mu przez kolegów-jazzmenów jako wyraz szacunku. Odznaczony Narodowym Medalem Sztuki.

## Życiorys

### Pierwsze kroki
Był jedynym synem i najmłodszym dzieckiem Norrella i Sadie, którzy mieli jeszcze trzy córki. Dorastał w San Juan Hill, najbardziej wówczas zaniedbanej części Manhattanu. Edukację szkolną przerwał po ukończeniu ósmej klasy. Zainteresowanie muzyką rozbudziła w nim matka, ucząc go m.in. gry na domowym pianinie. Później zafascynowała go trąbka za sprawą Theodore’a Bennetta, brata stryjecznego, który – choć sam nigdy nie nagrywał – inspirował swoimi pomysłami muzycznymi wielu trębaczy. Ponadto jego sąsiadem był Bubber Miley, trębacz i kornecista orkiestry Duke’a Ellingtona. Trzynastoletni Benny długo oszczędzał i w końcu kupił sobie w lombardzie trąbkę. Po nieudanych, prowadzonych przez jeden weekend, próbach opanowania instrumentu, zamienił trąbkę na saksofon (o stroju C), usłyszawszy opinię – nota bene błędną – że jest łatwy w nauce. Ostatecznie jednak zdecydował się na saksofon altowy. W zasadzie był samoukiem, a na jego wczesną grę największy wpływ wywarł saksofonista Frankie Trumbauer. Mając 15 lat zaczął grywać w jazzowych klubach Harlemu.
W 1925 przez krótki okres uczył się w przeznaczonym wówczas dla czarnych Amerykanów, Wilberforce College w stanie Ohio, i grał w orkiestrze uczelnianej The Wilberforce Collegians. Następnie jeździł z koncertami wraz z big-bandem Horace’a Hendersona (brata Fletchera), składającym się z byłych muzyków The Wilberforce Collegians. Później doraźnie współpracował z Sidneyem Bechetem, Jamesem P. Johnsonem, Earlem Hinesem i Ellingtonem, aby na rok dołączyć do orkiestry Charliego Johnsona. Był to jego to pierwszy stały angaż. Jednocześnie przez cały czas uczył się (głównie samodzielnie) aranżować muzykę.

### Lider i aranżer
W 1928 Carter sformował swój pierwszy zespół, z którym przez krótki okres występował w nowojorskiej sali tanecznej „Arcadia”, oraz dokonał z orkiestrą Johnsona swoich debiutanckich nagrań. Pod koniec tego samego roku przeszedł do big-bandu Fletchera Hendersona. Carter „odświeżył” brzmienie orkiestry dzięki swoim nowatorskim aranżacjom, zwłaszcza dla sekcji saksofonów. Tylko Carter potrafi sprawić, że sekcja saksofonowa „śpiewa” jak wielogłosowe „saksofonowe organy”. Niedługo po przyjściu Cartera, Henderson w trakcie tournée opuścił orkiestrę. Muzycy natychmiast powołali nowego bandlidera, którym został 21-letni Benny. Carter szybko stał się cenionym aranżerem, z którego orkiestracji korzystali także Benny Goodman i Duke Ellington.
W 1931 został kierownikiem muzycznym bardzo popularnej wówczas, działającej w Detroit, orkiestry McKinney's Cotton Pickers. W jej składzie znajdowali się m.in. tak znakomici muzycy jak Rex Stewart, Fats Waller, Coleman Hawkins i Doc Cheatham. W tym czasie był już wirtuozem saksofonu altowego i wraz z Johnnym Hodgesem uchodził za najwybitniejszego przedstawiciela tego instrumentu w ówczesnym jazzie. Jednakże w zespole Cotton Pickers częściej grywał na trąbce, chcąc poszerzyć swój warsztat instrumentalny. Wzorem dla niego był Doc Cheatham, którego określał jako swojego „profesora” gry na trąbce. Początkowo Carter nie miał własnego instrumentu i pożyczał ją od Cheathama. Po niecałych dwóch latach jego nagrania jako trębacza dorównywały poziomem jego nagraniom saksofonowym.
W 1932 Carter powrócił do Nowego Jorku, żeby założyć własny big-band, The Chocolate Dandies. Do współpracy zaprosił gwiazdorów swingu: saksofonistę tenorowego Leona „Chu” Berry’ego, puzonistę Dicky’ego Wellsa, pianistę Teddy’ego Wilsona i perkusistę Sida Catletta. Zespół ten (tak jak wszystkie formacje Cartera) wyróżniał się bardzo wysokim poziomem muzycznym i dzięki temu szybko zyskał miano „orkiestry muzyków”. Carter w znacznym stopniu przyczynił się do krystalizacji swingu jako stylu, pozbawiając tę muzykę dotychczasowych, rozbudowanych ozdobników obecnych w grze orkiestr tanecznych, eksponując rytm i nadając improwizacjom znaczenie równe kompozycji. Wiele spośród wyrafinowanych aranżacji Cartera (np. utworu Blue Lou) stało się standardami orkiestracji swingowej, zapisy których wykorzystywały także inne big-bandy. Brzmienie saksofonowe uzyskane przez Cartera w nagraniach jego orkiestry z 1933 – choćby w Symphony in Riffs albo Lonsome Nights – to zupełnie nowa barwa brzmieniowa, która odtąd miała zyskiwać w jazzie coraz większe znaczenie. Mimo doskonałej renomy w środowisku jazzowym, big-band nie odniósł sukcesu komercyjnego, do czego przyczyniła się również wielka depresja i Carter musiał go rozwiązać.

### Pobyt wEuropie
W 1935 wyjechał do Paryża, otrzymawszy pracę w orkiestrze Williego Lewisa, występującej w klubie „Chez Florence”. Po dziewięciu miesiącach przeniósł się do Wielkiej Brytanii, w czym miał swój udział słynny krytyk jazzowy, Leonard Feather. W Londynie pracował w Radiu BBC jako aranżer. Przez dziewięć miesięcy pisał dla orkiestry tanecznej rozgłośni 3-6 aranżacji tygodniowo, co było niespotykanym dokonaniem. Następnie koncertował w wielu krajach Europy, przyczyniając się w znacznym stopniu do popularyzacji jazzu na Starym Kontynencie. Do swoich występów i nagrań zapraszał czołowych jazzmanów Francji (m.in. Django Reinharda i Stéphane’a Grappelliego), Wielkiej Brytanii i Skandynawii oraz przyjezdnych muzyków amerykańskich (m.in. swojego przyjaciela, Colemana Hawkinsa). Ponadto w lecie 1937 prowadził w Holandii pierwszą, międzynarodową orkiestrę o mieszanym etnicznie składzie.

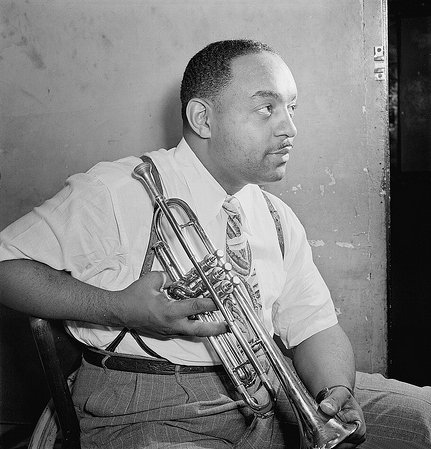
Benny Carter w Apollo Theater, 1946

### Powrót do USA
W 1938 Carter powrócił do Nowego Jorku. Big-bandy, których brzmienie sam przed kilku laty kształtował, cieszyły się wielkim powodzeniem. Sformował więc swoją kolejną orkiestrę, która w latach 1939–1940 występowała głównie w słynnym „Savoy Ballroom” w Harlemie. Na jego aranżacje nadal było duże zapotrzebowanie. W swoich nagraniach wykorzystywali je tacy bandliderzy jak Benny Goodman, Count Basie, Glenn Miller, Gene Krupa, Tommy Dorsey i Duke Ellington. Carter był także cenionym kompozytorem i współtwórcą standardów swingowych: When Lights Are Low, Blues in My Heart, Lonesome Nights oraz przeboju Cow-Cow Boogie, wylansowanego przez wokalistkę Ellę Mae Morse.
W 1941 Carter zmniejszył swój zespół do sekstetu, w którym grali pionierzy bebopu: Dizzy Gillespie i Kenny Clarke. Rok później ponownie go zreorganizował, powracając do składu big-bandowego. Wraz z orkiestrą przeniósł się także do Los Angeles. W połowie lat 40. występowało w niej wielu jazzowych modernistów, m.in. Miles Davis, Max Roach, J.J. Johnson i Art Pepper, dla których Carter był muzycznym nauczycielem i mentorem. Wszyscy powinni słuchać (muzyki) Benny’ego Cartera, on jest wszechnicą muzyczną – stwierdził Davis, który w 1946 uczestniczył w nagraniu płyty Benny Carter and His Orchestra.

### Hollywood
Po przyjeździe do Kalifornii, gdzie osiadł na stałe, Carter niemal natychmiast rozpoczął pracę muzyka studyjnego, która stała się jego głównym zajęciem. Był jednym z pierwszych czarnych aranżerów muzyki filmowej, a w latach 50. w znaczny sposób przyczynił się do połączenia – oddzielnych dotychczas – związków zawodowych dla białych i czarnych muzyków. Jako aranżer muzyki filmowej zadebiutował w 1943, orkiestrując ścieżkę muzyczną do obrazu Stormy Weather (jego nazwisko nie zostało jednak uwzględnione w napisach). Zajmował się różnymi gatunkami muzyki. Jego dorobek aranżera i kompozytora obejmuje ścieżki dźwiękowe do kilkudziesięciu filmów kinowych i telewizyjnych takich jak m.in.: Śniegi Kilimandżaro, The Five Pennies, The Gene Krupa Story, The Flower Drum Song, Amerykanin w Paryżu, Działa Navarony, The View From Pompey's Head, A Man Called Adam, Spóźniony blues, Buck and the Preacher, M Squad, Alfred Hitchcock przedstawia, Banyon, Ironside i Bob Hope Presents the Chrysler Theatre.
Jednocześnie Carter aranżował utwory dla plejady gwiazd jazzowej i bluesowej wokalistyki. Z pisanych przez niego partytur korzystali: Billie Holiday, Ella Fitzgerald, Sarah Vaughan, Lou Rawls, Ray Charles, Peggy Lee, Louis Armstrong, Pearl Bailey, Billy Eckstine i Mel Tormé.
Choć już w 1946 zrezygnował z prowadzenia big-bandu na rzecz pracy w studiach nagraniowych, nie porzucił jednak estrady. Nadal koncertował jako lider własnego combo lub członek okazjonalnych grup All Stars. Wziął udział w kilku tournées grupy Jazz at the Philharmonic, występował w Europie, Australii i Japonii. W 1968 dał z Dizzym Gillespiem entuzjastycznie przyjęty występ podczas Newport Jazz Festival.

### Nauczyciel akademicki

Gwiazdka 1994 w Białym Domu
od lewej: Hilma Carter, Bill Clinton,
Hillary Clinton i Benny Carter

W 1969 Monroe Berger, profesor socjologii na Uniwersytecie Princeton i znawca jazzu, nakłonił Cartera, żeby w jeden z weekendów wziął udział w wydziałowych wykładach, seminarium i koncercie. Podczas tej wizyty ujawnił się kolejny talent muzyka – nauczycielski. Od tej pory Carter bardzo zaangażował się w działalność edukacyjną. Regularnie powracał do Princeton, gdzie przez jeden semestr w 1973 był profesorem wizytującym. Prowadził też seminaria i warsztaty jazzowe na innych uczelniach takich jak m.in. Harvard, Rutgers, Cornell i Eisenhower College. Prawie wszystkie uniwersytety, na których nauczał, przyznały mu doktoraty honorowe.
Akademicka działalność Cartera sprawiła, że zaczął częściej koncertować. W 1974 odbył dużą trasę koncertową na Bliskim Wschodzie, którą sponsorował amerykański Departament Stanu. Rok później, po przeszło trzydziestoletniej nieobecności na estradach Nowego Jorku, dał koncert w tamtejszym „Michael’s Pub”. Powrócił także do występów w Europie i Japonii. Ponadto był wyróżnionym uczestnikiem szeregu znaczących koncertów okolicznościowych. W 1978 na zaproszenie prezydenta Jimmy’ego Cartera zagrał w Białym Domu na uroczystości z okazji 25-lecia Newport Jazz Festival. W 1984 prowadził orkiestrę podczas ceremonii inaugurującej prezydenturę Ronalda Reagana, a w 1989 znów występował w Białym Domu jako gość honorowy prezydenta George’a Busha.

### Małżeństwa i dzieci
Był pięciokrotnie żonaty. W 1925 poślubił Rosę Lee Jackson, która trzy lata później zmarła wskutek zapalenia płuc. Trzy następne małżeństwa zakończyły się rozwodami. Ostatnie, piąte i tym razem bardzo udane, zawarł w 1979, żeniąc się z Hilmą Ollilą Arons. Poznał ją w Nowym Jorku jeszcze w 1940, kiedy przyszła do „Savoy Ballroom” na koncert jego big-bandu. Miał z nią córkę, Joyce, która już jako pani Mills obdarzyła rodziców dwojgiem wnuków.

### Coda
Unikatową cechą jego kariery była jej długość. Zaczął ją jeszcze przed wynalezieniem elektrycznego zapisu dźwięku. Nagrywał – prawdopodobnie jako jedyny muzyk w historii – przez sześć bardzo różnych dziesięcioleci, pozostając przez cały czas wybitnym instrumentalistą, kompozytorem i aranżerem. Jego znaczący wkład dla sztuki muzycznej został uhonorowany ogromną liczbą nagród i wyróżnień. Być może najbardziej oryginalny hołd złożyła mu z okazji 75. urodzin nowojorska rozgłośnia WKCR, nadając jego utwory przez 177 godzin. Kiedy w 1994 odsłaniano gwiazdę Cartera w hollywoodzkiej Alei Sławy, Quincy Jones, jeden z jego muzycznych uczniów, podkreślił zasługi Cartera jako orędownika integracji rasowej. Stwierdził, że Carter „otworzył drzwi do pracy w filmie i telewizji, które przedtem dla czarnych muzyków były zamknięte”.
W 1998 wycofał się z występów na estradzie. Zmarł 12 lipca 2003 w szpitalu Cedars-Sinai w Los Angeles. Bezpośrednią przyczyną śmierci było zapalenie oskrzeli.

Duke Ellington: Kwestia przedstawienia tego wszystkiego, co Benny Carter wniósł do muzyki popularnej jest tak ogromna, że po prostu brak mi słów, bo aż tak niewyobrażalnie wielkim jest muzykiem.

## Nagrody i wyróżnienia

### Doktoraty honoris causa
- 1974 Princeton University
- 1991 Rutgers University
- 1994 Harvard University
- 1998 New England Conservatory

### Grammy Awards
- 1987 Lifetime Achievement Award
- 1993 Best Instrumental Composition za utwór Harlem Renaissance Suite
- 1995 Best Jazz Instrumental Solo, utwór Prelude to a Kiss

### Inne
- 1977 Wprowadzenie do The DownBeat Jazz Hall of Fame
- 1978 Wprowadzenie do The Black Filmmakers Hall of Fame
- 1980 Nagroda Golden Score przyznana przez The American Society of Music Arrangers
- 1986 NEA Jazz Masters Award[11]
- 1988 Wprowadzenie do The Big Band and Jazz Hall of Fame
- 1989 Jazzowy Artysta Roku według pism „DownBeat” i „Jazz Times International”
- 1994 Gwiazda w The Hollywood Walk of Fame
- 1996 The Kennedy Center Honor za wybitne zasługi dla kultury Stanów Zjednoczonych
- 1998 The Lincoln Center Jazz Award za dokonania o wybitnych walorach artystycznych
- 2000 National Medal of Arts

## Dyskografia
- 1933/2002 Benny Carter and His Orchestra 1933-1936 (Classics France/Trad Alive)
- 1935 The Chocolate Dandies (DRG)
- 1946 Benny Carter and His Orchestra (Jazz Door)
- 1953/1994 Benny Carter • Cosmopolite • The Oscar Peterson Verve Sessions (Verve/PolyGram)
- 1954 The Formidable Benny Carter (Norgren)
- 1954/1996 The Urbane Mr. Carter (Norgran/PolyGram)
- 1954/1996 New Jazz Sounds (Norgran/PolyGram)
- 1954 Moonglow (Verve)
- 1954 Alto Saxes (Norgran)
- 1954 Benny Carter Plays Pretty (Norgren)
- 1957/1990 Jazz Giant (Original Jazz Classics)
- 1958/2009 Aspects (Blue Note/Lonehill)
- 1958/1991 Swingin’ the 20's (JVC Victor/Original Jazz Classics)
- 1959/2009 Benny Carter Plays Cole Porter's Can Can and Anything Goes (Lonehill)
- 1959 The Fabulous Benny Carter (Audio Lab)
- 1960/2004 Sax ala Carter! (Capital Jazz/Blue Note)
- 1961/1997 Further Definitions • Benny Carter and His Orchestra (Impulse!/GRP)
- 1962/1993 BBB & Co. • Benny Carter with Ben Webster & Barney Bigard (Swingville/Original Jazz Classics)
- 1966/2010 Additions to Further Definitions (Impulse!/Universal Japan)
- 1975/1991 Jazz at the Philharmonic at Montreux Jazz Festival 1975 (Pablo)
- 1976/1996 The King (Pablo/Original Jazz Classics)
- 1976 Benny Carter, Dizzy Gillespie, Inc. (Pablo/Original Jazz Classics)
- 1977/1993 Live and Well in Japan (Pablo/Original Jazz Classics)
- 1977/1991 Montreux 77 (Original Jazz Classics)
- 1980 Benny Carter Quartet (Storyville)
- 1985 A Gentleman and His Music (Concord)
- 1986/1990 Billy Eckstine Sings with Billy Carter (Verve/PolyGram)
- 1986 Benny Carter Meets Oscar Peterson (Original Jazz Classics)
- 1987 Central City Sketches (Music Masters)
- 1988 In the Mood for Swing (Music Masters)
- 1988 My Kind of Trouble (Pablo)
- 1990 Marian McPartland Plays the Benny Carter Songbook (Concord)
- 1990 The Best of Benny Carter (Pablo)
- 1991 All of Me (RCA)
- 1991 3, 4, 5  • The Verve Small Group Sessions (PolyGram)
- 1991 Complete Benny Carter on Keynote • The Essential Keynote Collection 7 (PolyGram)
- 1992 Harlem Renaissance (Music Masters)
- 1994 Elegy in Blue (Music Masters)
- 1994 Sarah Vaughan • The Benny Carter Sessions (Blue Note)
- 1995 New York Nights (Music Masters)
- 1995 Songbook (Music Masters)
- 1996 Best of Benny Carter (Music Masters)
- 1995 Benny Carter • Complete Recordings 1930-1940 Vol. 1 (3CD, kompilacja) (Headz Japan)
- 1997 Live and Well in Japan (Pablo/Original Jazz Classics)
- 1997 Tickle Toe (Vee-Jay)
- 2002 Sketches on Standards (Past Perfect)
- 2004 Benny Carter • The Music Master (4CD, kompilacja) (Proper Box)
- 2005 Key Largo • Classic Recordings (A Jazz Hour With)
- 2006 Benny Carter • Royal Garden Blues (4CD, kompilacja) (Membran)
- 2006 Spike Hughes and His Negro Orchestra - 1933 (Challenge)
- 2007 Mel Martin Benny Carter Quintet • Just Friends (Jazzed Media)
- 2007 The Benny Carter Centennial Project (Evening Star)
- 2008 In Copenhagen (Storyville)
- 2010 Norman Granz Presents Jazz at the Philharmonic • Carnegie Hall Concert, September 13, 1952 (Fresh Sound Records)
- 2010 Roy Eldridge & Benny Carter • Urbane Jazz (Pool Winners Records)
- 2011 Benny Carter and His Orchestra • Tea for Two (Future Noise Music Ltd.)

## DVD
- 2004 Norman Granz Jazz in Montreux Presents Benny Carter '77 (Eagle Rock Entertainment)
- 2005 Jazz Masters Series • Benny Carter (Shanachie)